# 菲律賓奧林匹克委員會
菲律賓奧林匹克協會（Philippine Olympic Committee）是菲律賓的國家奧林匹克委員會。該組織成立於1911年，是國際奧委會和亞洲奧林匹克理事會的成員。1924年，首次派員參加在法國巴黎舉辦的夏季奧運會。
現時，菲律賓奧林匹克協會的總部設在馬尼拉，主席是Jose Cojuangco。

## 資料來源
1. ↑  .   [2014-02-16]. （原始内容存档于2010-08-13）.